# Josh Minott
Joshua Robert Tyler "Josh" Minott, född 25 november 2002 i Boca Raton, Florida i USA, är en jamaicansk-amerikansk professionell basketspelare (SF) som spelar för Boston Celtics i National Basketball Association (NBA). Han har tidigare spelat i Minnesota Timberwolves.
Minott draftades av Minnesota Timberwolves i andra rundan i 2022 års draft som 45:e spelare totalt.
Innan han blev proffs studerade Minott vid University of Memphis och spelade för deras idrottsförening Memphis Tigers.